# رودني روك
رودني روك (بالإنجليزية: Rodney Rooke)‏ هو لاعب كرة قدم بريطاني، ولد في 7 أبريل 1970 في Orsett ‏ في المملكة المتحدة. لعب مع كولتشستر يونايتد ونادي تشيلمسفورد.